# 토커이구

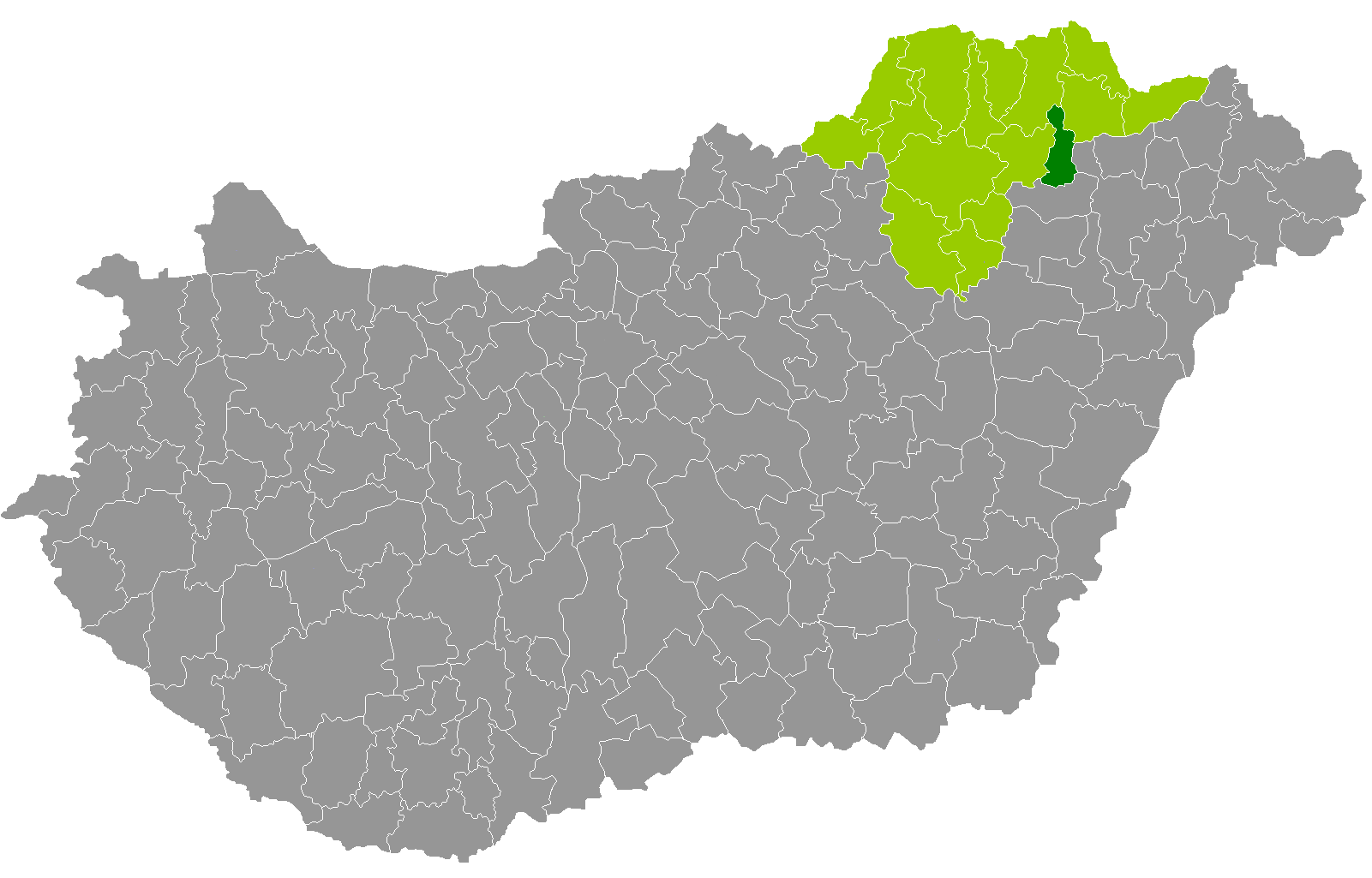
보르쇼드어버우이젬플렌주 지도에 표시된 토커이구의 위치

토커이구(헝가리어: Tokaji járás)는 헝가리 보르쇼드어버우이젬플렌주에 위치한 구로 구청 소재지는 토커이이며 면적은 255.81km2, 인구는 13,331명(2011년 기준), 인구 밀도는 52명/km2이다.
북쪽으로는 괸츠구, 동쪽으로는 샤로슈퍼터크구, 서볼치서트마르베레그주 니레지하저구, 남쪽으로는 서볼치서트마르베레그주 티서버슈바리구, 서쪽으로는 세렌치구와 접한다. 11개 지방 자치체(1개 시, 10개 마을)를 관할한다.

구 문장